# 竹島 (宮城県)
竹島（たけしま）は、宮城県本吉郡南三陸町にある島である。志津川湾の南西部に位置する。

## 概要
南三陸町の戸倉地区にある波伝谷と津の宮の両集落の境から約500メートルの沖合いの場所に位置する、面積0.23ヘクタールの小島である。
志津川湾にある他の島々が中生代の堆積岩による堅固な地質を持っているのに対して、竹島の地質は砂岩である。このために、波に洗われ続けた島の周囲の海岸は切り立った崖になっている。島には海蝕によってできた洞窟が二つあり、干潮時には奥まで露わになり天然の奇勝を呈する。島の植生は大部分がマダケであり、タブノキが少し混生する。仙台藩の儒学者佐久間洞巖が江戸時代の享保年間（1716年から1736年）に著した地誌『奥羽観蹟聞老志』はこの島に言及しており、これによれば当時、洞窟の中に茶釜や木器があったと記している。
この島にはその昔、天女が舞い降りたという伝説が存在する。